# David John Walkowiak
David John Walkowiak (East Cleveland, 18 giugno 1953) è un vescovo cattolico statunitense, dal 18 aprile 2013 vescovo di Grand Rapids.

## Biografia
David John Walkowiak è nato a East Cleveland, nell'Ohio, il 18 giugno 1953 da John e Virginia Walkowiak. Ha tre sorelle: Sue Hannon, residente a Bay Village; Jan Striegl, residente ad Avon Lake, e Carol Duffy, residente a Westlake. La sua famiglia è origini polacche.

### Formazione e ministero sacerdotale
Dopo aver frequentato la Saint Ignatius High School a Cleveland, nel 1975 ha ottenuto il Bachelor of Arts in governo e studi internazionali presso l'Università di Notre Dame a South Bend. In seguito ha conseguito il Master of Divinity presso il seminario "Santa Maria" di Wickliffe.
Il 9 giugno 1979 è stato ordinato presbitero per la diocesi di Cleveland da monsignor James Aloysius Hickey. In seguito è stato vicario parrocchiale della parrocchia di Santa Maria a Lorain dal 1979 al 1984. Nel 1984 è stato inviato a Washington per studi. Nel 1984 ha conseguito la licenza e nel 1988 il dottorato in diritto canonico presso l'Università Cattolica d'America. Tornato in diocesi è stato vice-cancelliere vescovile e professore di diritto canonico al seminario "Santa Maria" dal 1988 al 2006 e parroco della parrocchia di Santa Giovanna d'Arco a Chagrin Falls dal 2006 al giugno del 2013. È stato anche membro del consiglio presbiterale e vicario giudiziale aggiunto del tribunale d'appello per la provincia ecclesiastica di Cincinnati (Ohio).

### Ministero episcopale
Il 18 aprile 2013 papa Francesco lo ha nominato vescovo di Grand Rapids. Ha ricevuto l'ordinazione episcopale il 18 giugno successivo, giorno del suo 60º compleanno, nella cattedrale di Sant'Andrea a Grand Rapids dall'arcivescovo metropolita di Detroit Allen Henry Vigneron, co-consacranti il vescovo emerito di Grand Rapids Walter Allison Hurley e il vescovo di Cleveland Richard Gerard Lennon. Hanno partecipato al rito anche il nunzio apostolico Carlo Maria Viganò e altri venti vescovi. Durante la stessa celebrazione ha preso possesso della diocesi.
Nel dicembre del 2019 ha compiuto la visita ad limina.

## Genealogia episcopale
La genealogia episcopale è:
- Cardinale Scipione Rebiba
- Cardinale Giulio Antonio Santori
- Cardinale Girolamo Bernerio, O.P.
- Arcivescovo Galeazzo Sanvitale
- Cardinale Ludovico Ludovisi
- Cardinale Luigi Caetani
- Cardinale Ulderico Carpegna
- Cardinale Paluzzo Paluzzi Altieri degli Albertoni
- Papa Benedetto XIII
- Papa Benedetto XIV
- Papa Clemente XIII
- Cardinale Marcantonio Colonna
- Cardinale Giacinto Sigismondo Gerdil, B.
- Cardinale Giulio Maria della Somaglia
- Cardinale Carlo Odescalchi, S.I.
- Cardinale Costantino Patrizi Naro
- Cardinale Lucido Maria Parocchi
- Papa Pio X
- Cardinale Gaetano De Lai
- Cardinale Raffaele Carlo Rossi, O.C.D.
- Cardinale Amleto Giovanni Cicognani
- Cardinale Pio Laghi
- Cardinale Adam Joseph Maida
- Arcivescovo Allen Henry Vigneron
- Vescovo David John Walkowiak